# PRIDE.19
PRIDE.19（プライド・ナインティーン）は、日本の総合格闘技イベント「PRIDE」の大会の一つ。2002年2月24日、埼玉県さいたま市のさいたまスーパーアリーナで開催された。海外PPVでの大会名は、「PRIDE 19: Bad Blood」。

## 大会概要
PRIDEデビュー戦となった田村潔司はミドル級タイトルマッチでヴァンダレイ・シウバに挑戦し、右ストレートでKO負けを喫し王座獲得に失敗した。
引退試合となったエンセン井上はアントニオ・ホドリゴ・ノゲイラの三角絞めにギブアップしなかったものの見込み一本負け。
ドン・フライとケン・シャムロックの闘いは壮絶な試合展開の末に、フライが僅差の判定勝ち。試合後、仲の悪かった2人が抱擁した。

## 試合結果
第1試合 PRIDEルール 1R10分、2・3R5分
○  トム・エリクソン vs.  ティム・カタルフォ ×
1R 2:35 スリーパーホールド
第2試合 PRIDEルール 1R10分、2・3R5分
○  アレックス・スティーブリング vs.  ヴァリッジ・イズマイウ ×
3R終了 判定3-0
第3試合 PRIDEルール 1R10分、2・3R5分
○  ホドリゴ・グレイシー vs.  松井大二郎 ×
3R 0:28 フロントチョーク
第4試合 PRIDEルール 1R10分、2・3R5分
○  カーロス・ニュートン vs.  ペレ ×
1R 7:16 腕ひしぎ十字固め
第5試合 PRIDEルール 1R10分、2・3R5分
○  ヒース・ヒーリング vs.  イゴール・ボブチャンチン ×
3R終了 判定3-0
第6試合 PRIDEルール 1R10分、2・3R5分
○  ドン・フライ vs.  ケン・シャムロック ×
3R終了 判定2-1
第7試合 PRIDEルール 1R10分、2・3R5分
○  アントニオ・ホドリゴ・ノゲイラ vs.  エンセン井上 ×
1R 6:17 TKO（レフェリーストップ：三角絞め）
第8試合 PRIDEミドル級タイトルマッチ 1R10分、2・3R5分
○  ヴァンダレイ・シウバ vs.  田村潔司 ×
2R 2:28 KO（右ストレート）
※シウバが王座の初防衛に成功。